# Beara (vlinders)
Beara is een geslacht van vlinders van de familie visstaartjes (Nolidae), uit de onderfamilie Chloephorinae.

## Soorten
- B. achromatica Hampson, 1918
- B. dichromella Walker, 1866
- B. nubiferella Walker, 1866
- B. papuana Hampson, 1912
- B. simplex Warren, 1912